# Євгенівка (Баштанський район)
Євге́нівка —  село в Україні, у Снігурівській міській громаді Баштанського району Миколаївської області. Населення становить 1176 осіб.

## Населення

### Мова
Розподіл населення за рідною мовою за даними перепису 2001 року:
| Мова            | Кількість | Відсоток |
| --------------- | --------- | -------- |
| українська      | 1156      | 98.30%   |
| російська       | 11        | 0.93%    |
| білоруська      | 1         | 0.09%    |
| інші/не вказали | 8         | 0.68%    |
| Усього          | 1176      | 100%     |